# Nova Gronelândia do Sul

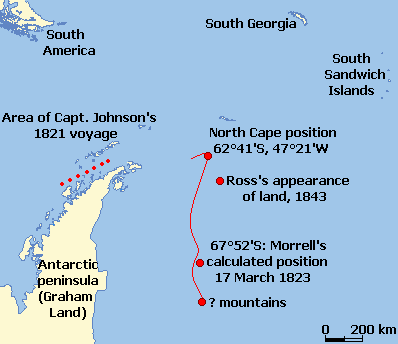
Mapa com a localização relatada da costa da "Nova Gronelândia do Sul" (1823, linha vermelha), e a Aparição de Ross, tal como descrita por Sir James Clark Ross em 1841. A linha a pontos vermelhos indica à zona da viagem de 1821 do Capitão Johnson.

A Nova Gronelândia do Sul, também conhecida como Terra de Morrell, foi uma  ilha fantasma registada pelo Capitão Benjamin Morrell da escuna Wasp em Março de 1823, durante uma caça a focas e uma viagem de exploração no Mar de Weddell, na Antártida. Morrell indicou as coordenadas exactas e ma descrição da linha de costa onde ele  navegou durante mais de 480 km. Devido ao facto de o Mar de Weddell ser tão pouco visitado na época, e pela dificuldade em lá navegar pelas condições do gelo, o alegado território nunca foi devidamente investigado; a sua inexistência foi confirmada durante as expedições à Antártida, no século XX.
No período da viagem de Morrell, a geografia do então por designar Mar de Weddell, e as costas vizinhas, eram quase desconhecidas, tornando plausível a descrição do avistamento. No entanto, os erros óbvios do relato da viagem e a sua fama de contador de histórias, criaram um cepticismo sobre a existência desta nova terra. Em Junho de 1912, o explorador alemão Wilhelm Filchner procurou mas não encontrou qualquer pista dessa região, depois de o seu navio, Deutschland, ter ficado preso no gelo do Mar de Weddell e ficado à deriva no local da observação de Morrell. Uma pesquisa da profundidade do fundo do mar revelou mais de 1.500 m de água, indicando a inexistência de terra na proximidade. Três anos mais tarde, Ernest Shackleton e o o Endurance, encalhado nas mesmas águas, também confirmou não existir nenhuma terra nessa zona.
Foram sugeridas várias explicações para os erros de Morrell, incluindo fraude. Porém, Morrell descreve o seu achado de um modo generalista sem entrar em pormenores, procurando não ter nenhuma mais-valia pessoal na descoberta. Na sua narrativa, ele refere que o achado, e a sua designação, se deve ao Capitão Robert Johnson, dois anos antes. Morrell pode ter sido induzido em erro, através de um erro de cálculo do posicionamento do navio ou por não se lembrar de algum detalhe quando passou a escrito o relato da viagem, nove anos antes. Outra hipótese é a de ter confundido os icebergues com terra, ou ter sido engando pelos efeitos de uma miragem antártica. Em 1843, o explorador britânico James Clark Ross, relatou a existência de terra numa localização próxima á de Morrell; também esta terra era inexistente.